# Anna Faris
Anna Kay Faris (n. 29 noiembrie 1976, Baltimore, America Britanică⁠(d), Regatul Marii Britanii) este o actriță și producătoare de film americană.
Este cunoscută pentru rolul lui Cindy Campbell în seria de filme Scary Movie (2000–06), rolul lui Kelly în Lost in Translation (2003), Shelley în The House Bunny (2008), Serena in Waiting... (2005) sau Zoey în The Dictator (2012).
De asemenea, Faris a apărut și la televiziune, în rolul lui Erica în ultimul sezon din sitcomul NBC Friends (2004) și în rolul lui Christy Plunkett în sitcomul CBS Mom începând cu 2013.
A apărut pe copertele revistelor Raygun, Playboy, Self, Cosmopolitan ș.a. A fost inclusă pe pozițiile Nr. 57, Nr. 39, și Nr. 42 în topul „Hot 100” al revistei Maxim în 2004, 2009 și 2010 respectiv. În 2009 s-a clasat pe poziția nr. 60 în topul „100 Sexiest Women in the World” prezentat de revista FHM, iar în 2010 a coborât pe locul 96 în același top. Ask Men a inclus-o pe Faris pe locul 78 în topul „100 Most Desirable Women in the World” din 2009.

## Biografie

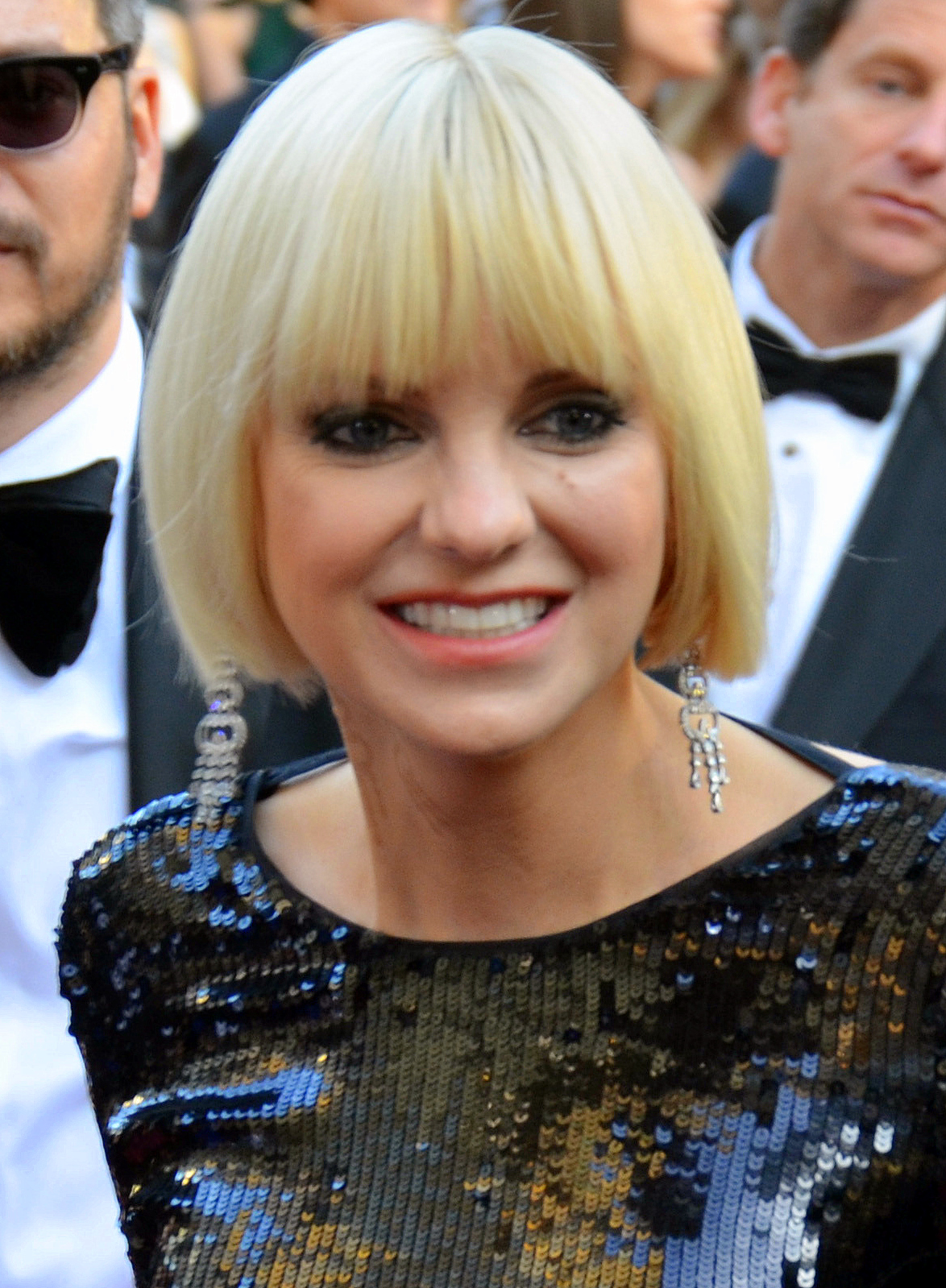
Faris pe covorul roșu la Premiile Oscar 2012

Anna Faris s-a născut în Baltimore, Maryland. Familia ei s-a mutat în Edmonds, Washington, pe când ea avea șase ani. Tatăl său, Jack, a fost sociolog și a activat la University of Washington ca vicepreședinte pe comunicare internă, iar apoi a condus Washington Biotechnology și Biomedical Association. Mama sa, Karen, a fost învățător de educație specială la Seaview Elementary School din Edmonds. Faris are un frate mai mare, Robert, care de asemenea este sociolog și profesor la University of California, Davis.

## Viața personală
Faris s-a căsătorit cu Ben Indra în 2004, dar în aprilie 2007 a inițiat divorțul invocând diferențe ireconcilabile. Ca parte a înțelegerii lor de divorț, finalizat în februarie 2008, Faris urma să-i plătească lui Indra 900.000 $, plus alte proprietăți. La începutul anului 2007, Faris l-a întâlnit pe actorul Chris Pratt în Los Angeles, la filmările pentru Take Me Home Tonight. Ei s-au logodit doi ani mai târziu și s-au căsătorit pe 9 iulie 2009, cu o ceremonie mică pe insula Bali din Indonezia. Împreună ei au un fiu, Jack, născut prematur în august 2012.

## Filmografie

### Film
| An   | Titlu                                        | Rol                   | Note                        |
| ---- | -------------------------------------------- | --------------------- | --------------------------- |
| 1996 | Eden                                         | Dithy                 |                             |
| 1999 | Lovers Lane                                  | Janelle Bay           |                             |
| 2000 | Scary Movie                                  | Cindy Campbell        |                             |
| 2001 | Scary Movie 2                                | Cindy Campbell        |                             |
| 2002 | May                                          | Polly                 |                             |
| 2002 | The Hot Chick                                | April                 |                             |
| 2003 | Winter Break                                 | Justine               |                             |
| 2003 | Lost in Translation                          | Kelly                 |                             |
| 2003 | Scary Movie 3                                | Cindy Campbell        |                             |
| 2005 | Southern Belles                              | Belle                 |                             |
| 2005 | Waiting...                                   | Serena                |                             |
| 2005 | Brokeback Mountain                           | Lashawn Malone        |                             |
| 2005 | Just Friends                                 | Samantha James        |                             |
| 2006 | Scary Movie 4                                | Cindy Campbell        |                             |
| 2006 | My Super Ex-Girlfriend                       | Hannah Lewis          |                             |
| 2006 | Guilty Hearts                                | Jane Conelly          |                             |
| 2007 | Smiley Face                                  | Jane F.               |                             |
| 2007 | Mama's Boy                                   | Nora Flanagan         |                             |
| 2008 | The House Bunny                              | Shelley Darlington    | plus producător             |
| 2008 | The Spleenectomy                             | Danielle / Dr. Fields | Scurtmetraj                 |
| 2009 | Frequently Asked Questions About Time Travel | Cassie                |                             |
| 2009 | Observe and Report                           | Brandi                |                             |
| 2009 | Cloudy with a Chance of Meatballs            | Sam Sparks            | Voce                        |
| 2009 | Alvin and the Chipmunks: The Squeakquel      | Jeanette Miller       | Voce                        |
| 2010 | Yogi Bear                                    | Rachel Johnson        |                             |
| 2011 | Take Me Home Tonight                         | Wendy Franklin        |                             |
| 2011 | What's Your Number?                          | Ally Darling          | plus producător executiv    |
| 2011 | Alvin and the Chipmunks: Chipwrecked         | Jeanette Miller       | Voce                        |
| 2012 | The Dictator                                 | Zoey                  |                             |
| 2013 | Movie 43                                     | Julie                 | Segmentul "The Proposition" |
| 2013 | I Give It a Year                             | Chloe                 |                             |
| 2013 | Cloudy with a Chance of Meatballs 2          | Sam Sparks            | Voce                        |
| 2014 | 22 Jump Street                               | Flight Academy Cadet  | cameo necreditat            |

### Televiziune
| An        | Titlu                        | Rol                             | Note                                          |
| --------- | ---------------------------- | ------------------------------- | --------------------------------------------- |
| 1991      | Deception: A Mother's Secret | Liz                             | Film TV                                       |
| 2002 2004 | King of the Hill             | Lisa Stoned Hippie Chick (voce) | "Fun with Jane and Jane" "Phish and Wildlife" |
| 2004      | Friends                      | Erica                           | 5 episoade                                    |
| 2005      | Blue Skies                   | Sarah                           | Film TV                                       |
| 2007      | Entourage                    | Ea însăși                       | Seria 4, episodul 9, episodul 10, episodul 11 |
| 2008 2011 | Saturday Night Live          | Ea însăși / Host                | Sezonul 34, episodul 3 Sezonul 37, episodul 4 |
| 2013–2020 | Mom                          | Christy Plunkett                |                                               |

## Premii și nominalizări
| An   | Premiu                                 | Categorie                                             | Nominalizat            | Rezultat     |
| ---- | -------------------------------------- | ----------------------------------------------------- | ---------------------- | ------------ |
| 2000 | MTV Movie Awards                       | Best Kiss                                             | Scary Movie            | Nominalizare |
| 2000 | MTV Movie Awards                       | Breakthrough Female Performance                       | Scary Movie            | Nominalizare |
| 2005 | Screen Actors Guild                    | Outstanding Performance by a Cast in a Motion Picture | Brokeback Mountain     | Nominalizare |
| 2005 | MTV Movie Awards                       | Best Kiss                                             | Just Friends           | Nominalizare |
| 2005 | Teen Choice Awards                     | Choice Hissy Fit                                      | Just Friends           | Nominalizare |
| 2005 | Teen Choice Awards                     | Choice Liplock                                        | Just Friends           | Nominalizare |
| 2006 | MTV Movie Awards                       | Best Fight (with Uma Thurman)                         | My Super Ex-Girlfriend | Nominalizare |
| 2008 | MTV Movie Awards                       | Best Comedic Performance                              | The House Bunny        | Nominalizare |
| 2011 | Teen Choice Awards                     | Choice Movie Actress Comedy                           | Take Me Home Tonight   | Nominalizare |
| 2012 | National Association of Theatre Owners | Star of the Year Award                                | The Dictator           | Câștigat     |
| 2014 | People's Choice Awards                 | Favorite Actress in a New TV Series                   | Mom                    | Nominalizare |